# اعتصاب غذای ایرلندی‌ها در ۱۹۸۱

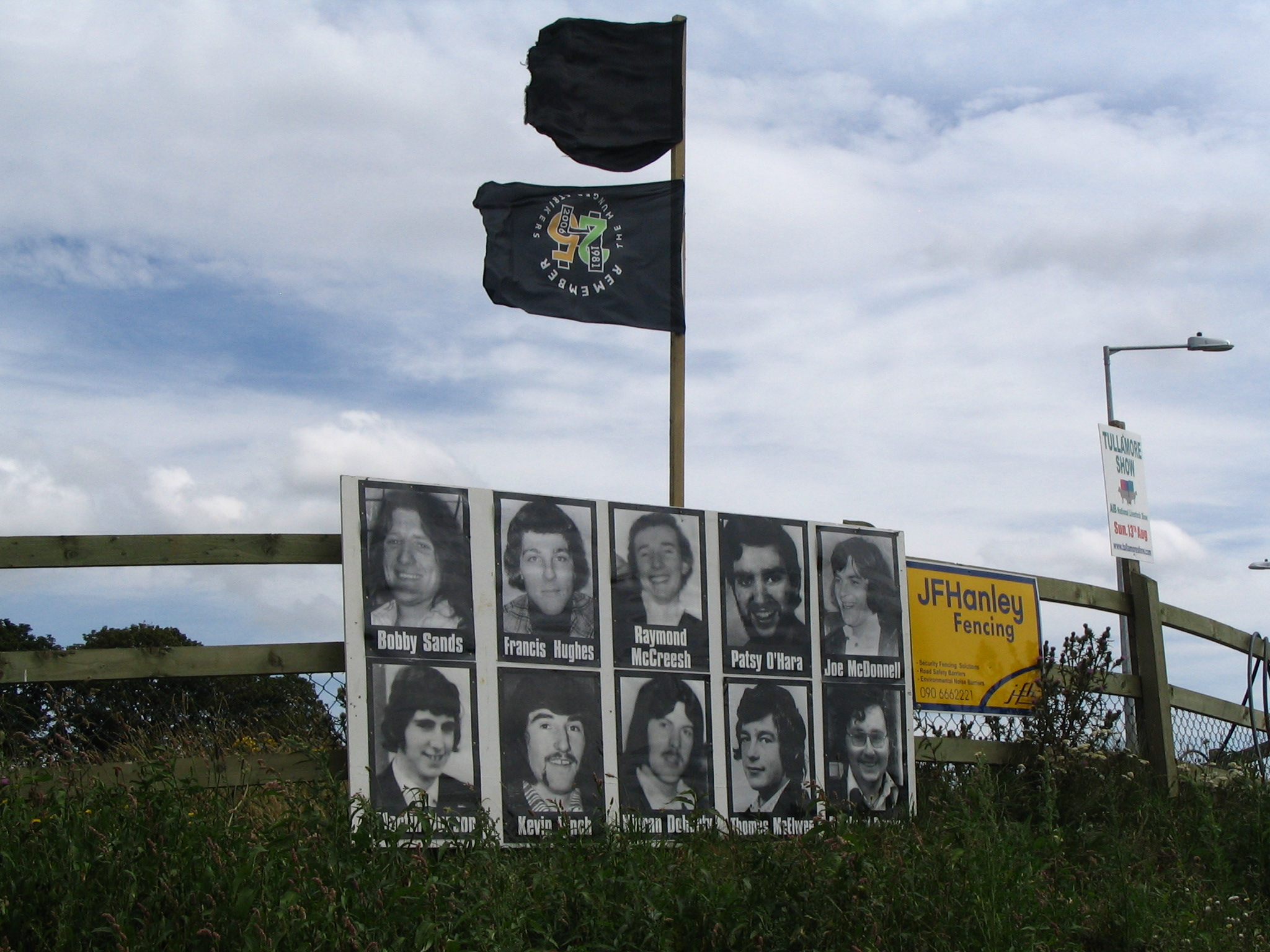
بزرگداشت بیست و پنجمین سالگرد واقعه؛ تصاویر ده نفر زندانی درگذشته در اثر این اعتصاب غذا روی بنر چاپ شده‌است.

اعتصاب غذای ایرلندی‌ها در سال ۱۹۸۱ اوج اعتراضاتی پنج‌ساله در جریان درگیری‌های ایرلند شمالی بود که توسط زندانیان جمهوری‌خواهی ایرلندی به وقوع پیوست و طی آن ده تن از اعتصاب‌کنندگان بر اثر گرسنگی درگذشتند. حکومت بریتانیا و ایرلند شمالی هیچ‌گاه مطالبات زندانیان معترض را رسماً نپذیرفت؛ ولی در اثر این اعتصاب غذا، خواسته‌های اصلی زندانیان به مرور اعمال شدند و اهالی ملی‌گرای ایرلند شمالی علیه حکومت تحریک شدند.
این دوره از اعتراضات، ابتدا با اعتراض جل‌پوشی در سال ۱۹۷۶ آغاز شد؛ در نتیجهٔ این نافرمانی‌ها، دولت بریتانیا پذیرفت که وضعیت طبقه‌بندی ویژه (تفاوت میان زندانیان جنگی و کیفری) را برای زندانیان شبه‌نظامی محکوم‌شده اعمال کند. در سال ۱۹۷۸، زندانیان ایرلندی اعتراض کثیف را آغاز کردند و حاضر نشدند برای نظافت از سلول خود خارج شوند و دیوارهای سلول را از مدفوع خود پوشاندند. در سال ۱۹۸۰، هفت زندانی در اولین اعتصاب غذا شرکت کردند و پس از ۵۳ روز اعتصابشان به پایان رسید.
اعتصاب غذای دوم در سال ۱۹۸۱ صورت گرفت و اختلاف بین زندانیان و نخست‌وزیر وقت، مارگارت تاچر، شدت یافت. بابی ساندز، یکی از اعتصاب‌کنندگان غذا، در حین مشارکت در این دورهٔ اعتصاب غذا، به عنوان نمایندهٔ پارلمان انتخاب شد و توجه رسانه‌های سراسر جهان را به خود جلب کرد. اعتصاب پس از آن که ده زندانی از گرسنگی جان خود را از دست دادند، پایان پذیرفت؛ یکی از این درگذشتگان بابی ساندز بود که ۱۰۰٬۰۰۰ نفر در مراسم خاکسپاریش حضور یافتند. این اعتصاب غذا سیاست ملی‌گرایی در ایرلند را رادیکال‌تر کرد و نیروی محرکی شد که حزب شین فین را قادر ساخت به یک قدرت اصلی در جریان‌های سیاسی تبدیل گردد.

## تاریخچه درگیری‌های ایرلند شمالی
در قرن هفدهم میلادی پادشاهان انگلستان، که بر جزیره ایرلند نیز حکومت داشتند، مذهب رسمی کشور را پروتستان اعلام کردند و این موجب آغاز اختلافات مذهبی انگلیسی‌ها با اهالی کاتولیک ایرلند شد. حکومت انگلستان از پروتستان‌ها حمایت کرد و قوانین تبعیض‌آمیزی به نفع مهاجرانی که به ایرلند می‌رفتند، اجرا کرد. در قرن هجدهم اقلیت پروتستانی که به ایرلند کوچیده بودند، علی‌رغم جمعیت کمی که داشتند، طبقهٔ حاکمهٔ ایرلند بودند. در این سده کاتولیک‌های ایرلند تحت‌تأثیر انقلاب فرانسه و آمریکا قیام‌هایی علیه حکومت پروتستان‌ها ترتیب دادند که ناموفق بود. با آغاز قرن نوزدهم مصوبه‌هایی تصویب شد که اتحادی سیاسی میان دو جزیره ایرلند و بریتانیا به وجود آورد و نمایندگان ایرلندی (در ابتدا تنها پروتستان‌ها) مجاز به شرکت در مجلس عوام پادشاهی متحد بریتانیای کبیر و ایرلند شدند. از آنجا که قانون‌گذاری و اجرا در لندن انجام می‌شد، با بی‌توجهی سیاستمداران انگلیسی و همچنین در اثر تحولات انقلاب صنعتی، قحطی سیب زمینی به وقوع پیوست که باعث مرگ بسیاری از اهالی ایرلند شد و نارضایتی از دولت مرکزی را افزایش داد. جمعیت ایرلند کم شد و بسیاری از مردم به قاره آمریکا مهاجرت کردند. شورش‌هایی که کاتولیک‌های ایرلندی ترتیب دادند، همگی سرکوب شد و پروتستان‌های ایرلندی که نگران بودند با به قدرت رسیدن کاتولیک‌ها برتری خود را از دست بدهند، از دولت انگلستان حمایت کردند. با مشروطه شدن پادشاهی بریتانیا، وکلای ایرلندی مطالبه برای وضع قوانین محلی در ایرلند را پی گرفتند و موفق شدند در سال ۱۹۱۲ موافقت دولت برای ایجاد حکومتی خودمختار را جلب کنند، ولی با آغاز جنگ جهانی اول این مطالبات به تعویق انداخته شد. پروتستان‌های ایرلندی با امتیاز خودمختاری ایرلند مخالف بودند و با نام وحدت‌گرایان اولستر شناخته می‌شدند. این گروه از ایرلندی‌ها سازمانی مسلح به نام نیروی داوطلب اولستر (UVF) تشکیل دادند تا در برابر قدرت‌سپاری بریتانیا مقاومت کنند و در واکنش به این اقدامات، طرفداران ملی‌گرای خودمختاری هم سازمان داوطلبان ایرلندی را تأسیس کردند.
سرانجام نارضایتی ملی‌گرایان ایرلندی منجر به قیام عید پاک شد؛ در این قیام ملی‌گرایان بیانیه استقلال ایرلند را منتشر کردند، ولی در عرض چند روز قیام سرکوب شد و نیروهای نظامی انگلستان با خشونت زیادی مخالفان را دستگیر و رهبران قیام را اعدام نمودند. در واکنش به این خشونت، اکثریت اهالی ایرلند در انتخابات عمومی پارلمان بریتانیا، در سال ۱۹۱۸، به حزب ملی‌گرای شین فین رأی دادند و این حزب تصمیم به اعلان استقلال از بریتانیا گرفت و بدین ترتیب جنگ استقلال ایرلند آغاز شد. در حال جنگ، دولت بریتانیا تقسیمات سیاسی ایرلند را در سال ۱۹۲۰ تغییر داد و این جزیره را به دو بخش ایرلند جنوبی و ایرلند شمالی تفکیک کرد. ایرلند شمالی شامل شش شهرستان شمالی این جزیره بود که همگی در اولستر قرار داشتند و ۲۶ شهرستان دیگر ایرلند که دارای جمعیت اکثراً کاتولیک بودند، در ایرلند جنوبی جای داشتند و هر دو منطقهٔ خودمختار حق وضع قوانین محلی داشتند. حزب شین فین با این مرزبندی جدید مخالف بود، اما نتوانست مقاومت کند و در ۶ دسامبر ۱۹۲۱ پیمان‌نامه‌ای میان بریتانیا و ایرلند امضا شد که در آن بریتانیا دولت آزاد ایرلند را به رسمیت شناخت و حقوقی مشابه کانادا و دیگر کشورهای مشترک‌المنافع را به این دولت داد و ایرلند شمالی هم طبق پیمان، حق داشت انتخاب کند که در بریتانیا بماند یا استقلال یابد. تجزیهٔ ایرلند به دو قسمت شمالی و جنوبی، در میان اعضای شین فین اختلاف نظر به وجود آورد و عده‌ای که خواستار الحاق نواحی شمالی به کشور تازه تأسیس ایرلند بودند، جنگ داخلی ایرلند را آغاز کردند که تا آوریل ۱۹۲۳ ادامه داشت.
در سال‌های ۱۹۲۰ تا ۲۲ پارلمانی محلی در ایرلند شمالی ایجاد شد که تحت تسلط پروتستان‌های حامی اتحاد با بریتانیا بود. در این منطقه تبعیض علیه اقلیت کاتولیک و عدم تحمل مذهبی بار دیگر به اختلافات مذهبی دامن می‌زد، اما از طرفی اقتصاد رو به رشد ایرلند شمالی باعث جذب کاتولیک‌ها به محله‌های فقیرنشین بلفاست و دیگر شهرهای شمالی می‌شد. در اواسط دههٔ ۱۹۶۰ ثبات شکنندهٔ جامعه در ایرلند شمالی در حال فروپاشی بود. در سال ۱۹۶۹ ارتش موقت جمهوری‌خواه ایرلند (IRA) در واکنش به سرکوب اقلیت کاتولیک ایجاد شد و به عنوان شاخهٔ نظامی شین فین، با هدف وحدت ایرلند، بی‌ثبات کردن مؤسسات ایرلند شمالی و تضعیف عزم بریتانیا برای حفظ اتحاد، شروع به مبارزهٔ مسلحانه با دولت کرد. در سال ۱۹۷۱ دولت دستگیری‌های بدون محاکمهٔ مخالفان را مجاز برشمرد. همچنین در ۳۰ ژانویه ۱۹۷۲، انگلیسی‌ها به اعتراض مسالمت‌آمیز در یکشنبه خونین تیراندازی کردند. این دو اتفاق به تحریک مخالفان و افزایش حمایت از IRA انجامید. در بازهٔ سال‌های ۱۹۷۱ تا ۱۹۷۶ هر ساله تقریباً ۲۷۵ نفر کشته می‌شدند. این خشونت‌ها در دههٔ ۱۹۸۰ به حدود ۵۰ تا ۱۰۰ قتل سیاسی و ترور در هر سال رسید.

## پیش‌زمینهٔ اعتصاب غذا

ترنس مک‌سوینی، جمهوری‌خواه ایرلندی که در سال ۱۹۲۰ در اعتصاب غذا در زندان بریکستون درگذشت

استفاده از اعتصاب غذا به عنوان وسیله‌ای برای بیان اعتراض، در ایرلند سنتی مرسوم بود و مربوط به دوران پیش از مسیحیت می‌شد. زندانیان جمهوری‌خواه ایرلند از سال ۱۹۱۷ اعتصاب غذا را آغاز کردند و پیش از دههٔ هفتاد، دوازده مرد در اعتصاب غذا درگذشته بودند. این دوازده تن توماس اش، ترنس مک‌سوینی، مایکل فیتزجرالد، جو مورفی، دنی بری، شان مک‌کائوهی، مایکل گوگان و فرانک استگ نام داشتند. پس از رویداد توقیف در سال ۱۹۷۱، لانگ‌کش (که بعدتر زندان اچ‌ام مِیز نام گرفت) به یک کمپ زندانیان جنگی بدل شد. افراد فراری پناهنده در آسایشگاه‌ها زندگی می‌کردند و با ساختارهای فرماندهی به سبک نظامی تعلیم می‌یافتند، با اسلحه‌های بدلی از جنس چوب رژه می‌آموختند و سخنرانی‌هایی دربارهٔ جنگ چریکی و سیاست به سمعشان می‌رسید.
زندانیان محکوم‌شده تا ژوئیه سال ۱۹۷۲ از حقوق مشابه فراریان پناهنده برخوردار نبودند، تنها در این سال بود که وضعیت طبقه‌بندی ویژه پس از اعتصاب غذای ۴۰ زندانی ارتش موقت جمهوری‌خواه ایرلند (IRA)، توسط بیلی مک‌کی ارائه گردید. مقولهٔ طبقه‌بندی ویژه یا وضعیت سیاسی، به این معنی بودند که با زندانیان مانند اسرای جنگی رفتار می‌شد. به عنوان مثال، این افراد لازم نبود لباس فرم زندان را به تن کنند یا در نظافت زندان همکاری نمایند. در روز ۱ مارس ۱۹۷۶، مرلین ریز، وزیر امور خارجه ایرلند شمالی در کابینهٔ هارولد ویلسون، اعلام کرد افرادی که به جرم ارتکاب جرایم تروریستی محکوم شده‌اند، دیگر از طبقه‌بندی ویژه برخوردار نخواهند بود. این سیاست برای افرادی که پیش‌تر دستگیر شده بودند، صدق نمی‌کرد و تنها برای کسانی که پس از ۱ مارس ۱۹۷۶ به چنین جرایمی محکوم شده بودند، اختصاص داشت. پایان وضعیت طبقه‌بندی ویژه، تهدیدی جدی بر نفوذ رهبران شبه‌نظامی در داخل زندان بود و همچنین یک ضربهٔ تبلیغاتی بود.

### اعتراض به لباس و نظافت

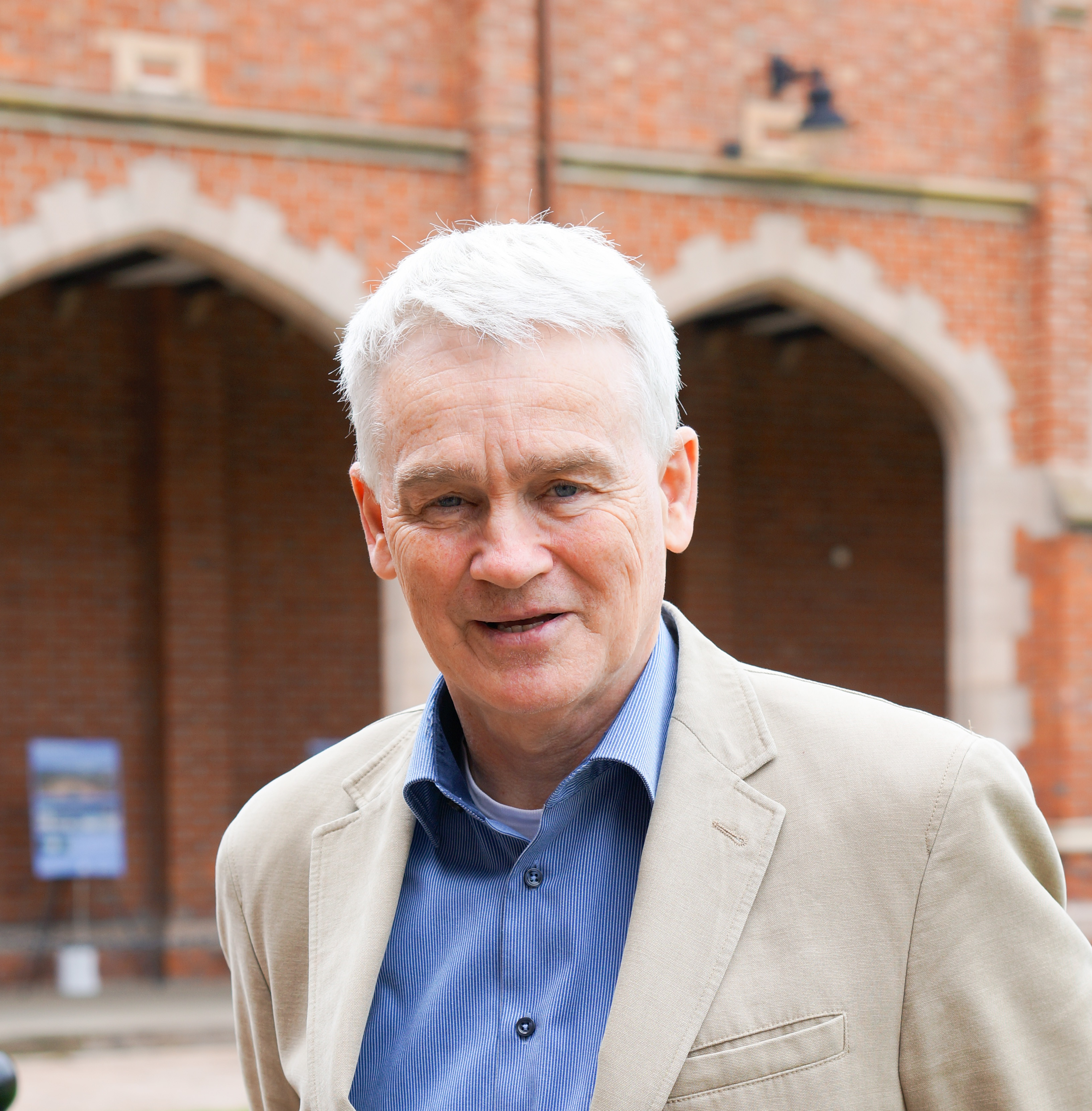
تامی مک‌کارنی که در اعتراض جل‌پوشی، اعتراض کثیف و اعتصاب غذا در سال ۱۹۸۰ شرکت کرد

در ۱۴ سپتامبر ۱۹۷۶، کایران نوگنت زندانی‌ای که به تازگی محکوم شده بود، اعتراض جل‌پوشی را آغاز کرد؛ طی این اعتراض‌ها زندانیان ارتش موقت آزادی‌خواه ایرلند (IRA) و ارتش آزادی‌بخش ملی ایرلند (INLA) از پوشیدن لباس فرم زندان امتناع ورزیدند و برهنه شدند یا لباس‌های دیگری به تن کردند. در سال ۱۹۷۸، پس از چندین درگیری بین افسران زندان و زندانیانی که سلول‌های خود را برای شستشو و نظافت یا شستن ظرف غذا ترک نمی‌کردند، اعتراض کثیف شروع شد، که در آن زندانیان از شستشو خودداری می‌کردند و مدفوع خود را به دیوارهای سلول‌هایشان می‌مالیدند. هدف از این اعتراضات برقراری مجدد وضعیت سیاسی پیشینشان بود که شامل «پنج خواسته» معروف می‌شد:
1. حق نپوشیدن لباس فرم
2. حق انجام ندادن کارهای زندان
3. حق ارتباط آزادانه با زندانیان دیگر و سازمان‌دهی کارهای آموزشی و تفریحی
4. حق یک بازدید، یک نامه و یک بسته در هفته
5. ترمیم کامل عواقب ناشی از اعتراض‌ها[۹]

در ابتدا، این اعتراض توجه زیادی را به خود جلب نکرد و حتی IRA آن را در مقایسه با کارزار مسلحانهٔ خود، به عنوان یک موضوع فرعی در نظر می‌گرفت.تا این که توجه توماس او فیاچ، اسقف اعظم کلیسای کاتولیک رومی در آرماگ، در بازدیدی که از زندان داشت، به این موضوع جلب شد و شرایط مذکور را محکوم کرد. در سال ۱۹۷۹، برنادت مک‌آلیسکی، نماینده سابق مجلس، در انتخابات پارلمان اروپا به حمایت از زندانیان معترض پرداخت و ۵٫۹٪ آراء در سراسر ایرلند شمالی را به دست آورد، آن هم در حالی که شین فین خواستار تحریم انتخابات شده بود.
اندکی پس از این، کمیتهٔ ملی اچ-بلاک/آرماگ برای پشتیبانی از «پنج خواسته» تشکیل شد و سخنگوی اصلی آن مک‌آلیسکی بود. اما ترور جمهوری‌خواهان و وفاداران در دورهٔ منتهی به اعتصاب غذا روی داد. IRA تعدادی از افسران زندان را به ضرب گلوله کشت، در حالی که شبه‌نظامیان وفادار تعدادی از فعالان کمیتهٔ ملی اچ-بلاک/آرماگ را به ضرب گلوله کشتند و مک‌آلیسکی و همسرش را آنقدر زدند تا جان خود را از دست دهند.

### اعتصاب غذای ۱۹۸۰
در ۲۷ اکتبر ۱۹۸۰، زندانیان جمهوری‌خواه در زندان اچ.ام. مِیز اعتصاب غذا کردند. صد و چهل و هشت زندانی داوطلب شرکت در اعتصاب غذا شدند، اما در نهایت تنها هفت نفری که اعلامیه جمهوری در عید پاک ۱۹۱۶ را امضا کرده بودند، انتخاب شدند. این گروه متشکل از اعضای IRA، برندن هیوز، تامی مک‌کارنی، ریموند مک‌کارتنی، تام مک‌فیلی، شان مک‌کنا، لئو گرین و یک عضو INLA، جان نیکسون، بود.
در روز ۱ دسامبر، سه زندانی زن، از جمله ماریاد فارل، در زندان زنان آرماگ به اعتصاب پیوستند و به دنبال آن، ده‌ها زندانی دیگر هم به اعتصاب غذای طولانی مدت زندان اچ‌ام مِیز پیوستند. در حالی که مک‌کنا به کما رفته و برگشته بود و در آستانهٔ مرگ قرار داشت، در جنگ روانی میان رهبری IRA و دولت بریتانیا، به نظر می‌رسید دولت پذیرفته با ارائهٔ سندی سی صفحه‌ای، پنج اصل خواسته شده توسط زندانیان را قبول کند. با انتقال این سند به بلفاست، هیوز تصمیم گرفت جان مک‌کنا را نجات دهد و پس از ۵۳ روز، در ۱۸ دسامبر، او به اعتصاب غذا پایان داد.

## اعتصاب غذای ۱۹۸۱

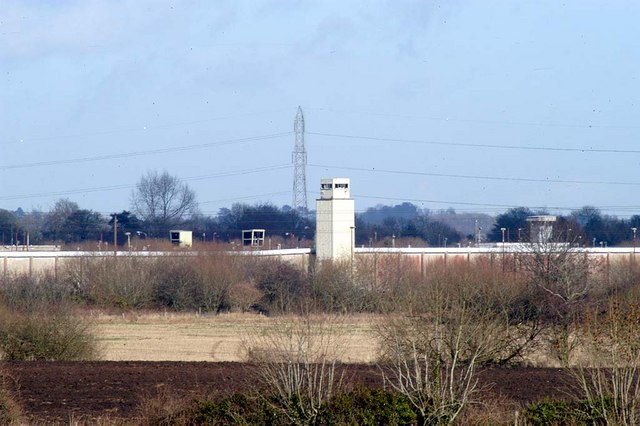
زندان مِیز در حاشیهٔ شهر بلفاست که اعتصاب غذا در آن انجام پذیرفت.

در ژانویه ۱۹۸۱، مشخص شد که خواستهٔ زندانیان پذیرفته نشده‌است. مقامات زندان بنا به دستور رسمی، شروع به تهیهٔ لباس غیرنظامی کردند؛ در حالی که هنوز زندانیان حق پوشیدن لباس شخصی خود را داشتند. در ۴ فوریه، زندانیان بیانیه‌ای صادر کردند و گفتند که دولت بریتانیا نتوانسته‌است بحران را حل کند و گفتند قصد دارند «یک بار دیگر اعتصاب غذا» را آغاز کنند. اعتصاب غذای دوم در تاریخ ۱ مارس آغاز شد؛ زمانی که بابی ساندز، افسر سابق IRA، هم از غذا خوردن پرهیز کرد. در این هنگام بیانیه‌ای از زندانیان توسط دنی موریسون صادر شد:
ما ادعا کرده‌ایم که زندانی سیاسی هستیم و همه چیز در مورد کشورمان، دستگیری، بازجویی، محاکمه و شرایط زندان نشان می‌دهد که انگیزهٔ سیاسی داریم و انگیزه‌های شخصی یا اهداف خودخواهانه نداریم. برای بیشتر نشان دادن از خودگذشتگی و به حق بودن آرمان‌مان، تعدادی از هم‌رزمان، که امروز با بابی ساندز آغاز می‌شوند، اعتصاب غذا خواهند کرد و این اعتصاب را نمی‌شکنند، مگر این که دولت بریتانیا سیاست جرم‌انگاری خود را کنار بگذارد و خواسته‌های مقتضی موقعیت سیاسی ما را برآورده کند.
بر خلاف اعتصاب اول، زندانیان به یک‌باره و در فواصل متناوب به جمع اعتصاب‌کنندگان پیوستند، زیرا به اعتقاد آن‌ها، این کار می‌توانست حداکثر حمایت عمومی را برانگیزد و حداکثر فشار را به نخست‌وزیر مارگارت تاچر وارد کند. جنبش جمهوری‌خواه در ابتدا برای ایجاد حمایت عمومی، از اعتصاب غذای دوم پشتیبانی کرد. روز یکشنبه، قبل از آغاز اعتصاب ساندز، ۳۵۰۰ نفر در غرب بلفاست راهپیمایی کردند. در اولین اعتصاب غذا، چهار ماه قبل، تعداد راهپیمایان ۱۰ هزار نفر بود. از سوی دیگر، پنج روز بعد از آغاز اعتصاب، فرانک مگوایر (نمایندهٔ مستقل جمهوری‌خواهان در فرمانا و تایرون جنوبی) درگذشت و باعث شد انتخابات میان‌دوره‌ای برای این کرسی برگزار شود. در بین ملی‌گرایان و جمهوری‌خواهان بحث وجود داشت که چه کسی باید به نمایندگی از آن‌ها در انتخابات شرکت کند؛ آستین کوری، عضو حزب سوسیال دموکراتیک و کارگر، برنادت مک‌آلیسکی و نوئل (برادر مگوایر) برای نامزد شدن ابراز علاقه کردند.
پس از مذاکرات و تهدیدهای ضمنی نوئل مگوایر، آن‌ها توافق کردند که با رقابت در انتخابات، باعث تقسیم آرای ملی‌گرایان نشوند و ساندز به عنوان نامزد ضد اچ-بلاک در مقابل هری وست (نامزد حزب اتحادگرای اولستر) معرفی شد. پس از یک کارزار تبلیغاتی پراهمیت، انتخابات در ۹ آوریل برگزار شد و ساندز با ۳۰۴۹۲ رأی در مقابل ۲۹٬۰۴۶ رأی رقیبش، به عنوان نمایندهٔ مجلس عوام بریتانیا انتخاب شد.
پیروزی ساندز در انتخابات امیدها را برای آغاز به مذاکرات افزایش داد؛ اما نخست‌وزیر تاچر با امتناع از دادن هرگونه امتیاز به اعتصاب‌کنندگان غذا، قاطعانه روی حرف‌های پیشین خود ایستاد. وی گفت: «ما آماده نیستیم که برای گروه‌های خاصی از افرادی که به خاطر انجام جرم، محکوم به مجازات می‌شوند، وضعیت ویژه‌ای در نظر بگیریم. جرم جرم است، جرم سیاسی نداریم.» رسانه‌های جهان نظرشان به رویدادهای بلفاست جلب شد و چندین میانجی سعی کردند مذاکره کنند تا به پایان دادن اعتصاب غذا کمک نمایند؛ از جمله شیله د والرا (نوهٔ ایمون د والرا)، کشیش جان مگی (فرستادهٔ شخصی پاپ ژان پل دوم) و مقامات کمیسیون حقوق بشر اروپا. با نزدیک شدن وضعیت ساندز به مرگ، موضع دولت بدون تغییر باقی مانده بود. وزیر امور خارجهٔ ایرلند شمالی، هامفری اتکینز، اظهار داشت: «اگر آقای ساندز در تحقق خودکشی پافشاری کند، این انتخاب او خواهد بود. دولت مجبور به درمان پزشکی وی نخواهد شد.»

### آغاز مرگ‌ها و پایان اعتصاب
در ۵ مه، ساندز در شصت و ششمین روز اعتصاب غذا، در بیمارستان زندان درگذشت و باعث شورش در مناطق ملی‌گرای ایرلند شمالی شد. همفری اتکینز بیانیه‌ای صادر کرد و گفت که ساندز «تحت دستورالعمل کسانی که برای مرگش کارا بودند» خودکشی کرده‌است. بیش از ۱۰۰٬۰۰۰ نفر در مسیر تشییع جنازهٔ وی، که با تشریفات کامل ارتش جمهوری‌خواه هدایت می‌شد، صف کشیدند. مارگارت تاچر برای مرگ او ابراز همدردی نکرد و به مجلس عوام گفت که «آقای ساندز یک مجرم محکوم بود. او تصمیم گرفت زندگی خود را به سر برساند. این انتخابی بود که سازمان او به بسیاری از قربانیانش اجازه‌اش را نداده.»
تا دو هفته پس از مرگ ساندز، سه اعتصاب‌کنندهٔ غذای دیگر هم جان خود را از دست دادند. فرانسیس هیوز در ۱۲ مه درگذشت و در نتیجه، شورش بیشتری در مناطق ملی‌گرای ایرلند شمالی، به ویژه دری و بلفاست، ایجاد شد. به دنبال مرگ ریموند مک‌کریش و پاتسی اوهارا در ۲۱ مه، توماس او فیاچ (پیشوای ارشد کاتولیک‌ها در ایرلند) از شیوهٔ برخورد دولت بریتانیا با اعتصاب غذا انتقاد کرد. علی‌رغم این، تاچر از حرف زدن در مورد توافق خودداری ورزید و در بازدیدش از بلفاست در اواخر ماه مه، اظهار داشت: «مردان خشونت‌طلب در ماه‌های اخیر انتخاب کرده‌اند که هنگام ناکامی در رسیدن به اهداف واهی خود، آخرین کارتشان را بازی کنند.»
در ماه ژوئن، نُه زندانی معترض در انتخابات عمومی جمهوری ایرلند شرکت کردند. کایران دوئرتی و پدی اگنیو (که نفر متأخر در اعتصاب غذا نبود) به ترتیب در حوزه‌های کاوان موناگان و لوث انتخاب شدند و جو مک‌دونل انتخابات در اسلیگو - لیتریم را باخت. در ایرلند شمالی نیز در ۲۰ مه انتخابات محلی برگزار شد، اگرچه شین فین در این انتخابات شرکت نکرد. برخی از گروه‌های کوچک‌تر و افراد مستقلی که از اعتصاب‌کنندگان غذا حمایت می‌کردند، کرسی‌هایی به دست آوردند؛ حزب استقلال ایرلند توانست ۲۱ کرسی را بدین شکل کسب کند، در حالی که حزب سوسیالیست جمهوری‌خواه ایرلند (شاخهٔ سیاسی INLA) و دموکراسی خلق (یک گروه تروتسکیست) به ترتیب دو کرسی و یک کرسی به دست آوردند. همچنین نامزدهای مستقل طرفدار اعتصاب غذا نیز کرسی‌هایی را به دست آوردند.  دولت بریتانیا قانون نمایندگی مردم را در سال ۱۹۸۱ تصویب کرد تا از شرکت کردن افراد زندانی در انتخابات میان‌دوره‌ای مجلس عوام برای مشخص شدن جانشین ساندرز در حوزه فرمانیا-تایرون جنوبی، جلوگیری کند. در ۴ ژوئیه زندانیان اعلام کردند که خواستار عدم برخورد ترجیحی هستند و گفتند: «ما از اعطای حقوق پنج‌گانهٔ خواسته شده به همهٔ زندانیان، به گرمی استقبال خواهیم کرد.»
به دنبال مرگ جو مک‌دانل و مارتین هرسون، خانواده‌های برخی از اعتصاب‌کنندگان غذا در جلسهٔ ۲۸ ژوئیه با کشیش کاتولیک، دنیس فاول، ملاقات کردند. خانواده‌ها نزد کشیش، از عدم توافق ابراز نگرانی کردند و تصمیم گرفتند همان روز با جری آدامز ملاقات کنند. در این جلسه فاول، آدامز را تحت فشار قرار داد تا راهی برای پایان دادن به اعتصاب بیابد و آدامز موافقت کرد که از رهبری IRA بخواهد که به این افراد دستور دهند اعتصاب غذا را پایان دهند. روز بعد آدامز جلسه‌ای با شش نفر از اعتصاب‌کنندگان غذا ترتیب داد تا توافق پیشنهادی دولت بریتانیا در صورت پایان یافتن اعتصاب را تشریح کند. شش مرد این توافق‌نامه را رد کردند و معتقد بودند که پذیرفتن چیزی کمتر از «پنج خواسته»، خیانت به فداکاری بابی ساندز و دیگر اعتصاب‌کنندگان غذا که مُردند، خواهد بود.
در ۳۱ ژوئیه، هنگامی که مادر پدی کوین، برای نجات جان او، اصرار به مداخلهٔ پزشکی داشت، اعتصاب غذا شروع به شکستن کرد. روز بعد کوین لینچ درگذشت و بعد از او کایران دوهورتی در ۲ اوت، توماس مک الوی در ۸ اوت و مایکل دیوین در ۲۰ اوت مُردند. در روز مرگ دیوین، فرد جایگزین ساندز در حوزهٔ انتخاباتی فرمانیا-تایرون جنوبی انتخاب می‌شد. اوون کارون، با افزایش تعداد آرایش، در این انتخاب میان‌دوره‌ای برگزیده شد.
در ۶ سپتامبر، خانواده لورنس مک‌کیون به چهارمین خانوادهٔ مداخله‌گر تبدیل شدند و خواستار مداوای او برای نجات جانش شدند و کال دالی با صدور بیانیه‌ای زندانیان را به پایان اعتصاب غذا دعوت کرد. یک هفته بعد، جیمز پریور به عنوان وزیر امور خارجهٔ ایرلند شمالی، جایگزین همفری اتکینز شد و در تلاش برای پایان دادن به اعتصاب، با زندانیان دیدار کرد. لیام مک‌کلوسکی که فهمیده بود اگر بی‌هوش شود، خانواده‌اش خواهان مداوای پزشکی او می‌شوند، تصمیم گرفت اعتصاب خود را در ۲۶ سپتامبر بشکند.
اعتصاب ساعت ۳:۱۵ بعدازظهر روز ۳ اکتبر لغو شد. سه روز بعد، پریور اعلام کرد امتیازهای جزئی به زندانیان اهدا می‌شود، از جمله حق پوشیدن لباس شخصی خود در همهٔ اوقات. تنها مورد از «پنج خواسته» که هنوز برجسته مانده بود، حق انجام ندادن کارهای زندان بود. به دنبال کارشکنی زندانیان و فرار از زندان میز در سال ۱۹۸۳، کارگاه‌های زندان تعطیل شدند و عملاً همهٔ «پنج خواسته» اعمال شدند، اما هیچ‌گونه سند رسمی، که وضعیت سیاسی به افراد بخشد، از طرف دولت امضا نشد.

## فهرست شرکت‌کنندگان در اعتصاب غذا
گزارش اصلی آسیب‌شناسی علت مرگ اعتصاب‌کنندگان اعتصاب غذا را «گرسنگی خودخواسته» ثبت می‌کرد. بعداً، پس از اعتراض خانواده‌های اعتصاب‌کنندگان درگذشته، این مورد به اختصار «گرسنگی» ثبت شد. پزشک قانونی در اسناد خود عبارت «گرسنگی خود تحمیل‌شده» را ثبت کرده است.
اگرچه ده مرد در جریان اعتصاب غذا جان خود را از دست دادند، اما سیزده نفر دیگر به دلیل پزشکی یا پس از مداخله خانواده‌هایشان، اعتصاب غذا را شکستند. بسیاری از آن‌ها هنوز از اثرات اعتصاب رنج می‌برند و با عوارضی از جمله اختلالات گوارشی، مشکلات بینایی، جسمانی و عصبی مواجهند.
| وابستگی | وابستگی | دلیل پایان اعتصاب | دلیل پایان اعتصاب | دلیل پایان اعتصاب | دلیل پایان اعتصاب |
| IRA     | INLA    | مرگ               | بیماری            | دخالت خانواده     | پایان اعتصاب      |

| نام              | وابستگی شبه نظامی | اعتصاب آغاز شد | مدت اعتصاب | تاریخ پایان اعتصاب | دلیل پایان اعتصاب                                    |
| ---------------- | ----------------- | -------------- | ---------- | ------------------ | ---------------------------------------------------- |
| بابی ساندز       | IRA               | ۱ مارس         | ۶۶ روز     | ۵ مه               | مرگ، سن ۲۷.                                          |
| فرانسیس هیوز     | IRA               | ۱۵ مارس        | ۵۹ روز     | ۱۲ مه              | مرگ، سن ۲۵.                                          |
| ریموند مک‌کریش    | IRA               | ۲۲ مارس        | ۶۱ روز     | ۲۱ مه              | مرگ، سن ۲۴.                                          |
| پاتسی اوهارا     | INLA              | ۲۲ مارس        | ۶۱ روز     | ۲۱ مه              | مرگ، سن ۲۳.                                          |
| جو مک‌دانل        | IRA               | ۸ مه           | ۶۱ روز     | ۸ ژوئیه            | مرگ، سن ۲۹.                                          |
| برندان مک لاولین | IRA               | ۱۴ مه          | ۱۳ روز     | ۲۶ مه              | مبتلا به زخم معده و خونریزی داخلی                    |
| کیران دوئرتی     | IRA               | ۲۲ مه          | ۷۳ روز     | ۲ اوت              | مرگ، سن ۲۵.                                          |
| کوین لینچ        | INLA              | ۲۳ مه          | ۷۱ روز     | ۱ اوت              | مرگ، سن ۲۵.                                          |
| مارتین هرسون     | IRA               | ۲۸ مه          | ۴۶ روز     | ۱۳ ژوئیه           | مرگ، سن ۲۴.                                          |
| توماس مک‌الویی    | IRA               | ۸ ژوئن         | ۶۲ روز     | ۸ اوت              | مرگ، سن ۲۳.                                          |
| پدی کوین         | IRA               | ۱۵ ژوئن        | ۴۷ روز     | ۳۱ ژوئیه           | توسط خانواده‌اش پایان یافت                            |
| مایکل دیوین      | INLA              | ۲۲ ژوئن        | ۶۰ روز     | ۲۰ اوت             | مرگ، سن ۲۷.                                          |
| لورنس مک‌کیون     | IRA               | ۲۹ ژوئن        | ۷۰ روز     | ۶ سپتامبر          | توسط خانواده‌اش پایان یافت                            |
| پت مک‌جیون        | IRA               | ۹ ژوئیه        | ۴۲ روز     | ۲۰ اوت             | توسط خانواده‌اش پایان یافت                            |
| مت دولین         | IRA               | ۱۴ ژوئیه       | ۵۲ روز     | ۴ سپتامبر          | توسط خانواده‌اش پایان یافت                            |
| لیام مک‌کلوسکی    | INLA              | ۳ اوت          | ۵۵ روز     | ۲۶ سپتامبر         | خانواده وی گفتند که اگر بیهوش شود، مداخله خواهند کرد |
| پاتریک شیهان     | IRA               | ۱۰ اوت         | ۵۵ روز     | ۳ اکتبر            | پایان اعتصاب غذا                                     |
| جکی مک‌مولان      | IRA               | ۱۷ اوت         | ۴۸ روز     | ۳ اکتبر            | پایان اعتصاب غذا                                     |
| برنارد فاکس      | IRA               | ۲۴ اوت         | ۳۲ روز     | ۲۴ سپتامبر         | مبتلا به انسداد کلیه                                 |
| هیو کارویل       | IRA               | ۳۱ اوت         | ۳۴ روز     | ۳ اکتبر            | پایان اعتصاب غذا                                     |
| جان پیکرینگ      | IRA               | ۷ سپتامبر      | ۲۷ روز     | ۳ اکتبر            | پایان اعتصاب غذا                                     |
| جرارد هاجینز     | IRA               | ۱۴ سپتامبر     | ۲۰ روز     | ۳ اکتبر            | پایان اعتصاب غذا                                     |
| جیمز دیوین       | IRA               | ۲۱ سپتامبر     | ۱۳ روز     | ۳ اکتبر            | پایان اعتصاب غذا                                     |

## تأثیر اعتصاب غذا
مطبوعات بریتانیا اعتصاب غذا را پیروزی تاچر دانستند و روزنامهٔ گاردین اظهار داشت: «دولت با نشان دادن عزم قاطع خود نسبت به اذیت و آزارها، بر اعتصاب غذا غلبه کرد.» در آن زمان، بیشتر اعتقاد داشتند که اعتصاب غذا شکست سنگینی برای جمهوری‌خواهان است، دیدگاهی که میان بسیاری از اعضای IRA و شین فین مشترک بود، اما پیروزی ساندز در انتخابات یک پیروزی تبلیغاتی بود و اعتصاب غذا به یک پیروزی شکست‌آمیز برای تاچر و دولت بریتانیا تبدیل شد. ساندز در میان جمهوری‌خواهان ایرلندی یک شهید معرفی شد، در حالی که تاچر یکی از چهره‌های منفور برای جمهوری‌خواهان بود و با کرامول قیاس می‌شد. دنی موریسون در توصیف او، تاچر را «بزرگ‌ترین حرامزاده‌ای که ما که تاکنون شناخته‌ایم» نامید.
همانگونه که پس از توقیف در سال ۱۹۷۱ و یکشنبه خونین در سال ۱۹۷۲، عضویت در IRA افزایش یافته بود، در نتیجهٔ اعتصاب غذا هم فعالیت‌های شبه‌نظامی افزایش پیدا کرد. پس از سال‌های نسبتاً آرام اواخر دههٔ ۱۹۷۰ میلادی، با بی‌نظمی مدنی گسترده در ایرلند شمالی و شورش در نزدیکی سفارت بریتانیا در دوبلین، شورش‌ها و خشونت مجدداً بالا گرفت. نیروهای امنیتی در سال ۱۹۸۱ تعداد ۲۹٬۶۹۵ گلوله پلاستیکی شلیک کردند که ۷ کشته به بار آورد؛ در حالی که در هشت سالِ پس از اعتصاب غذا، در کل ۱۶٬۰۰۰ گلوله شلیک شده و چهار نفر کشته شده بود.
ارتش جمهوری‌خواه ایرلند در طول هفت ماه اعتصاب، به کارزار مسلحانه خود ادامه می‌داد و ۱۳ پلیس، ۱۳ سرباز، از جمله ۵ عضو هنگ دفاع اولستر و ۵ غیرنظامی را کشت. این هفت ماه یکی از خونین‌ترین دوره‌های درگیری در ایرلند شمالی بود و در مجموع ۶۱ کشته و ۳۴ نفر غیرنظامی تلفات داشت. سه سال بعد، IRA سعی کرد با بمب‌گذاری در هتل برایتون انتقام خود را از مارگارت تاچر بگیرد؛ این بمب‌گذاری در واقع محل کنفرانس حزب محافظه‌کار را هدف گرفته بود و منجر به کشته‌شدن ۵ نفر شد و تاچر در این حادثه، به سختی از مرگ نجات یافت.
اعتصاب غذا باعث شد نظر شین فین به سیاست‌های انتخاباتی جلب شود. پیروزی ساندز و دیگر نامزدهای طرفدار اعتصاب غذا در انتخابات محلی ایرلند شمالی و انتخابات پارلمانی جمهوری ایرلند، باعث اتخاذ استراتژی آرمالیت و صندوق‌های رای شد. گری آدامز اظهار داشت که پیروزی ساندز «این دروغ را که اعتصاب‌کنندگان غذا –و به‌طور گسترده ارتش جمهوری‌خواه و کل جنبش جمهوری‌خواهان– هیچ پایگاه مردمی ندارند، باطل کرد.» همچنین در جمهوری ایرلند پیروزی‌های انتخاباتی دوهرتی و اگنیو تأثیراتی سیاسی گذاشت، زیرا آن‌ها قدرت دولت فیونا فیل در دورهٔ زمامداری چارلز هاگی را به چالش کشیدند. در سال ۱۹۸۲ شین فین در انتخابات مجلس ایرلند شمالی پنج کرسی به دست آورد و در سال ۱۹۸۳ گری آدامز کرسی انتخابات سراسری پادشاهی متحده را کسب کرد. شین فین در نتیجهٔ پایگاه سیاسی که از اعتصاب غذا به دست آورد، در دو دههٔ بعدی به رشد خود ادامه داد. پس از انتخابات سراسری ۲۰۰۱ پادشاهی متحده، شین فین به بزرگ‌ترین حزب ملی‌گرای ایرلند شمالی تبدیل شد.
در سال ۲۰۰۵، زندانی سابق، ریچارد اوراو، که در زمان اعتصاب غذا مسئول روابط عمومی درون زندان بود، نقش گری آدامز را زیر سؤال برد. اوراو در کتاب جُل‌پوشان ادعا کرد که آدامز اعتصاب را طولانی‌تر کرد، زیرا این امر منافع سیاسی زیادی برای شین فین داشت و به اوون کارون اجازه داد کرسی ساندز در مجلس را به دست آورد. این اتهام توسط چند تن از اعتصاب‌کنندگان غذا و برندان مک‌فارلین که در جریان اعتصاب غذا در زندان بود، تکذیب شد. مک‌فارلین گفت نسخهٔ اوراو از وقایع، گیج و نامرتبط است و توضیح داد: «ما برای یافتن راه حل ناامید بودیم. هر معامله‌ای که به نوعی برای تأمین خواسته‌های پنج‌گانه می‌بود، قبول می‌شد. اگر کتباً تأیید می‌شد، ما آن را می‌پذیرفتیم… هرگز معامله‌ای صورت نگرفت، هیچ‌گاه گزینهٔ «این را بگیر و آن را ول کن» وجود نداشت.»

## بزرگداشت‌ها
بناهای یادبود و نقاشی‌های دیواری زیادی، به یاد اعتصاب‌کنندگان غذا در شهرها و شهرستان‌های سراسر ایرلند از جمله بلفاست، دوبلین، دری، کراسمگلن و کملوگ در معرض دید قرار گرفته‌اند. مراسم بزرگداشت سالانهٔ کشته‌شدگان در سراسر ایرلند برای افرادی که در اعتصاب غذا جان باختند، برگزار می‌شود و هر ساله در بلفاست راهپیمایی بزرگداشت اعتصاب غذا برگزار می‌شود که شامل سخنرانی یادبود برای بابی ساندز است. چندین شهر در فرانسه خیابان‌هایی را به نام بابی ساندز نام‌گذاری کرده‌اند؛ از جمله شهرهای پاریس و لو مان. حکومت ایران هم نام خیابانی در تهران که سفارت بریتانیا در آن واقع شده، را به بابی ساندز تغییر داد. این خیابان پیشتر چرچیل نام داشت. سفارت بریتانیا متعاقباً آدرس پستی خود را تغییر داد تا نامه‌ها به در ورودی دیگری در گوشه‌ای از ساختمان گسیل شوند، تا از درج نام بابی ساندز در سربرگهای خود جلوگیری کند.
یادبودی برای مردانی که در شورش ایرلند در سال ۱۷۹۸، قیام عید پاک و اعتصاب غذا درگذشتند، در گورستان واورلی سیدنی، استرالیا در نظر گرفته شد، زیرا آنجا محل دفن مایکل دویر از انجمن ایرلندی‌های متحد بود. در سال ۱۹۹۷ واحد هارتفورد کمیتهٔ کمک به ایرلند شمالی، یادبودی در ایالات متحده برای بابی ساندز و سایر اعتصاب‌کنندگان غذا ساخت. این بنای یادبود در یک دوربرگردان ترافیکی معروف به «میدان بابی ساندز»، در پایین خیابان ماپل نزدیک پارک گودوین قرار دارد. در ۳ اکتبر ۲۰۰۱ - بیستمین سالگرد پایان اعتصاب غذا - نیز گری آدامز، پاتریک شیهان و احمد کاترادا، یادبودی را در جزیره روبن، آفریقای جنوبی رونمایی کردند.
در ۲۰ مارس ۲۰۰۱، رئیس ملی شین فین، میچل مک‌لاولین، نمایشگاه کمیتهٔ ملی بزرگداشت اعتصاب غذا را در هتل اروپای بلفاست افتتاح کرد که شامل سه اثر هنری اصیل از هنرمندان مستقر در بلفاست، بود. ماه بعد نمایشگاه جداگانه‌ای نیز در دری بر پا شد. فیلم‌های زیادی بر اساس وقایع اعتصاب غذا ساخته شده‌اند؛ از جمله برخی از پسران مادر با بازی هلن میرن، اچ۳ (به نویسندگی لورنس مک‌کین که خودش از اعتصاب‌کنندگان بود) و گرسنگی اثر استیو مک‌کوئین.